# Carl Broßmann
Carl Broßmann, auch Karl Broßmann, (* 21. Oktober 1892 in Biebrich; † 6. März 1970 in Magdeburg) war ein deutscher Politiker  und Funktionär der DDR-Blockpartei CDU.

## Leben
Der Sohn einer Bauernfamilie studierte nach dem Besuch der Volksschule und des Gymnasiums Theologie, Philologie und Volkswirtschaft und war anschließend von 1918 bis 1947 im Schuldienst in Halle (Saale) tätig, zuletzt als Studienrat. Zum 1. April 1933 trat er in die NSDAP ein (Mitgliedsnummer 1.834.775).
Nach Ende des Zweiten Weltkriegs wurde er im September 1945 Mitglied der neu gegründeten CDU der Sowjetischen Besatzungszone und trat 1946 in den hauptamtlichen Parteidienst ein. Von 1947 bis 1948 war er Sekretär des CDU-Landesverbands Sachsen-Anhalt. Von 1948 bis 1951 war er Landessekretär der Nationalen Front in Sachsen-Anhalt.
Anfang Juni 1950, auf dem vierten Landesparteitag der CDU in Sachsen-Anhalt, sollte Broßmann auf Betreiben der Sowjetischen Kontrollkommission zum Landesvorsitzenden der Partei gewählt werden. Die Forderung löste wegen des Vorwurfes, er sei Mitarbeiter des sowjetischen Geheimdienstes gewesen, Diskussionen aus, weshalb stattdessen Joseph Wujciak zum Vorsitzenden gewählt wurde. Broßmann bekleidete fortan nur das Amt des zweiten Vorsitzenden.
Von November 1950 bis 1952 Abgeordneter des Landtages Sachsen-Anhalt und gleichzeitig bis zur Auflösung der Länderkammer der DDR 1958 dort CDU-Fraktionsvorsitzender. 1951/52 war er in der Landesverwaltung und als Studienrat im höheren Schuldienst tätig. Am 12. Juni 1951 wurde er Leiter der Zentralen Parteischule der CDU in Halle. Nach Auflösung des Landes Sachsen-Anhalt wurde er 1952 Vorsitzender des Bezirksvorstandes Magdeburg der CDU und behielt diesen Posten bis zum Mai 1960. Von 1954 bis 1960 war er Mitglied des CDU-Hauptvorstandes und von 1952 bis 1962 stellvertretender Vorsitzender des Bezirksverbandes Magdeburg der Gesellschaft für Deutsch-Sowjetische Freundschaft sowie CDU-Abgeordneter des Bezirkstages Magdeburg. Zuletzt leitete er einen Wohngebietsausschuss der Nationalen Front in Magdeburg.

## Auszeichnungen
- 1958 Vaterländischer Verdienstorden in Silber[7]
- 1959 Verdienstmedaille der DDR